# Noyabrsk
Noyabrsk (tiếng Nga: Ноя́брьск, IPA: [nɐˈjabrʲsk]) là một thành phố Nga. Thành phố này thuộc chủ thể Khu Tự trị Yamalo-Nenets, ở giữa phía tây của các mỏ dầu Siberia trên tuyến đường sắt Tyumen–Novy Urengoy khoảng 300 kilômét (190 mi) về phía bắc Surgut.. Thành phố có dân số 96.440 người (theo điều tra dân số năm 2002). Đây là thành phố lớn thứ 171 của Nga theo dân số năm 2002. Dân số: 101.235 (2023).

## Lịch sử
Lịch sử thành phố trở lại năm 1975 khi một nhóm đến đây bằng máy bay trực thăng đáp xuống trên băng của sông Itu-Yakha để bắt đầu phát triển mỏ dầu Kholmogorskoye. Trong tháng 11 năm 1976, nhóm các nhà xây dựng đường ray đầu tiên đến khu vực này và cắm trại bên hồ Khanto với nhiệm vụ tạo ra một khu định cư. Ngày 26 Tháng 10 năm 1977, khu định cư Noyabrsk, phát triển xung quanh các nhà ga đường sắt của Noyabrskaya, đã được đăng ký chính thức. Tên gọi được quyết định là "Noyabrsk" thay vì đề nghị khác, "Khanto", để duy trì sự tưởng nhớ sự xuất hiện của đoàn đầu tiên trong tháng 11 năm 1976, từ tiếng Nga tháng 11 là Ноябрь (Noyab'r). Khu định cư được cấp tư cách khu định cư công việc vào ngày 12 tháng 11 năm 1979 và một thị trấn vào ngày 28 tháng 4 năm 1982.

## Nhân khẩu
Dưới đây là dân số Noyabrsk qua các năm:
| Năm    | 1982   | 1986   | 1989   | 1996   | 2002   | 2004   | 2006    | 2010    |
| Dân số | 25,100 | 68,000 | 85,880 | 95,500 | 96,440 | 98,400 | 108,500 | 110,620 |

## Thành phố kết nghĩa
Noyabrsk kết nghĩa với:
- Korosten, Ukraina (từ năm 1999)[7]